# 老表發錢寒
《老表發錢寒》是1991年上映的一部香港電影，由柯星沛執導，尹光、葉子楣主演。

## 故事概要
戴卓爾（成奎安飾）的老表舒光（尹光飾）及戴卓爾外甥湯水（雷宇揚飾）初到香港，不知時世，三人以為是要用無良手段才可以生存。
三人後其認識了兩名女子，分別是葉綠素（葉子楣飾）及馬利蓮（翁杏蘭飾），三人進去了黃飛雄（黃一山飾）的公司裏工作，黃飛雄見三人傻傻的，並利用他們，三人發現後，決定一起報仇。

## 人物角色
| 演員   | 角色   | 粵語配音 | 關係／備註                                                                   |
| 尹光   | 舒光   | 陳永信   | 戴卓爾之表哥 和Madam Ma相戀 被鞏俐迷戀 本片最無良角色 電影三人組唯一沒女朋友 |
| 葉子楣 | 葉綠素 | 曾慶珏   | 舞女，主要在夜店裏跳脫衣舞 綽號：灌湯餃 馬利蓮之好友 戴卓爾之女友            |
| 成奎安 | 戴卓爾 | 盧雄     | 舒光之表弟 湯水之舅父 葉綠素之男友 被十三姨強吻                              |
| 翁杏蘭 | 馬利蓮 | 黄玉娟   | 綽號：小籠包 湯水之女友，曾誤會大家，後和好                                  |
| 雷宇揚 | 湯水   | 林保全   | 戴卓爾之外甥 和馬利蓮相戀，後為其男友，曾誤會，後和好                        |
| 黃一山 | 黃飛雄 | 羅君左   | 公司老板 舒光、戴卓爾及湯水上司 本片第二無良角色                             |
| 羅雪玲 | 鞏俐   | 鄭麗麗   | 黃飛雄之下屬 迷戀舒光                                                        |
| 許志豪 | Mark哥 | 馮永和   | 黑幫老大 夜店客人                                                            |
| 梁錦燊 | 錢經理 | 黃志明   | 夜店經理 葉綠素之上司 性格好色                                               |
| 楊允敬 | 豪哥   |          | 高利貸 被舒光欠自己的錢，後被其騙令自己給一次機會他，並一起做兄弟            |
| 魯芬   | 十三姨 | 盧素娟   | 黃飛雄之手下 強吻戴卓爾                                                      |

## 電影歌曲
| 歌名         | 演唱者 | 作曲                         | 填詞 |
| 〈日日風光〉 | 尹光   | Yoshida Tadashi 麥皓輪(編曲) | 尹光 |

## 外部連結
- 香港影庫上《老表發錢寒》的資料（繁體中文）
- 互联网电影数据库（IMDb）上《老表發錢寒》的资料（英文）